# Miki Roqué
Miguel Roqué Farrero, mais conhecido como Miki Roqué (Tremp, 8 de julho de 1988 — Barcelona, 24 de junho de 2012) foi um futebolista espanhol, que jogava como zagueiro e volante.

## Doença
Em março de 2011, o atleta descobriu que tinha câncer pélvico durante um exame de rotina. Em 24 de maio do mesmo ano, ele passou pela operação e desde então fazia tratamento.

### Homenagens
Poucos dias antes da operação do jogador, o zagueiro Carles Puyol fez uma homenagem a ele na final da Liga dos Campeões da temporada 2010/2011. O capitão do Barcelona usou uma camisa com os dizeres "Ânimo, Miki".
No 26º minuto do primeiro tempo de cada partida que Real Betis disputa em seu estádio, o Benito Villamarín, a torcida fez uma homenagem com cânticos a ele.
Camisas e pulseiras com as cores do Betis e com o nome do zagueiro foram vendidas e o dinheiro arrecadado auxiliou no tratamento do atleta.

### Morte
Miki Roqué veio a falecer no dia 24 de Junho de 2012, com 23 anos, vitima de cancro na zona pélvica.